# Луїджі Спаліче
Луїджі Спаліче (італ. Luigi Spalice, 16 лютого 1880, Неаполь - 3 лютого 1974, Рим) —  італійський адмірал, учасник Першої Другої світових воєн.

## Біографія
Луїджі Спаліче народився 16 лютого 1880 року в Неаполі. У 1898 році вступив до Військово-орської академії в Ліворно, яку закінчив у 1902 році у званні гардемарина. Ніс службу на борту броненосців «Амміральйо ді Сан-Бон», «Сарденья» та «Ре Умберто».
У 1911 році отримав звання лейтенанта. Брав участь в італійсько-турецькій війні на борту броненосця «Ре Умберто» та крейсера «Сан-Джорджо».
Під час Першої світової війни Луїджі Спаліче командував міноносцями «59 OL» та «55 AS». ЗА участь у бойових діях був двічі нагороджений хрестом «За військову доблесть».
У 1918 році отримав звання капітана III рангу. Командував крейсером «Марсала», потім есмінцями «Вінченцо Джованні Орсіні» (на борту якого брав участь окупації Албанії) та «Аскаро». У 1923 році брав участь в «інциденті Корфу», після чого був переведений на службу у Військово-морський департамент в Таранто.
У 1924 році Луїджі Спаліче отримав звання капітана II рангу і був призначений у Військово-морський департамент у Ла-Спеції, пізніше в Інститут морської війни (італ. Instituto di Guerra Maritimma). У 1927 році був призначений керівником департаменту озброєнь в Ла-Спеції. Протягом 1928-1929 років командував есмінцем «Премуда», пізніше був керівником навчального департаменту Корпусу королівських військово-морських екіпажів (італ. Corpo Reali Equipaggi Marittimi).
У 1930 році отримав звання капітана I рангу і до 1932 році був військовим аташе в Іспанії та Португалії. Після повернення до Італії командував лінкорами «Джуліо Чезаре», потім «Андреа Доріа». Протягом 1933-1934 років командував важким крейсером «Зара».
У 1934-1935 роках Луїджі Спаліче командував Військово-морським командуванням на Сицилії, у 1935-1936 керував протиповітряною обороною в Таранто. Брав участь в операціях під час другої італо-ефіопської війни, після чого був виведений в запас. У 1938 році отримав звання контрадмірала.
У 1939 році Луїджі Спаліче знову був призваний на військову службу і призначений командувачем військово-морської бази в Таранто. У 1940 році був призначений командувачем італійського військово-морського командування в Албанії.
Отримавши звання дивізійного адмірала, протягом 1941-1942 років був командувачем військово-морської бази в Бріндізі. З травня 1943 року і до капітуляції Італії 8 вересня того ж року був членом комісії у справах військовополонених.
З 1945 року Луїджі Спаліче був президентом Асоціації військових моряків Італії (італ. Assoziazione d'Arma Gruppi Marinai Italiani), і з 1954 року - першим президентом Національної асоціації моряків Італії (італ. Associazione Nazionale Marinai d'Italia (ANMI)) - італійської ветеранської організації. 
Помер 3 лютого 1974 року у Римі.

## Нагороди
- Хрест «За військову доблесть» (нагороджений двічі)
- Великий офіцер Ордена Корони Італії
- Офіцер Ордена Святих Маврикія та Лазаря
- Великий офіцер Ордена «За заслуги перед Італійською Республікою»